# VOCALOID 6
VOCALOID 6（VOCALOID 6 Editor）是日本乐器制造企业雅马哈在2022年10月13日发布的歌声合成软件VOCALOID最新版本，接替VOCALOID 5。除了保留基于波形拼接的传统VOCALOID引擎之外，最大的特点是新增基于深度神经网络的VOCALOID:AI引擎。

## 发展
VOCALOID:AI最早出现在2019年9月29日NHK綜合頻道播出的电视节目《NHK特集「用AI唤醒的美空云雀」》（暂译）中，节目组和雅马哈根据美空云雀生前大量的视频和音频合成出重现美空云雀的现场表演，雅马哈根据日本哥伦比亚提供的大约一千五百首不同风格不同唱法歌声录音，以及美空云雀的养子加藤和也提供小时候养母给他念故事的磁带录音，使用基于深度神经网络的技术VOCALOID:AI合成出复原美空云雀的歌声和语音，此时，雅马哈并没有确认将VOCALOID:AI投入市场。
2022年10月13日，雅马哈以零预热的方式直接发布VOCALOID的第六个版本「VOCALOID 6」，VOCALOID 6是作为一种电子乐器开发，搭载的VOCALOID:AI自然不同于2019年出现的VOCALOID:AI，不会自主合成出逼真的歌声，而是需要用户投入调整，此外，新增的语音变换功能Vocalo Changer并非是使用雅马哈开发的歌声变换技术TransVox。